# Klein Wanzleben
Klein Wanzleben (letteralmente "Wanzleben piccola", in contrapposizione alla vicina Wanzleben) è una frazione (Ortsteil) della città tedesca di Wanzleben-Börde, situata nel circondario della Börde nel land della Sassonia-Anhalt.

## Storia
Fino al 30 agosto 2010 Klein Wanzleben era un comune autonomo.